# Грязная любовь (фильм, 2005)
«Грязная любовь» (англ. Dirty Love) — американская романтическая комедия Джона Мэллори Эшера 2005 года.
Фильм полностью провалился в прокате, получил разгромную критику и 4 награды антипремии «Золотая малина», включая основную за «Худший фильм».

## Сюжет
Фотограф Ребекка Соммерс уже два года состоит в отношениях с Ричардом, парнем, работающим моделью. Однажды вернувшись домой, она обнаруживает его с другой девушкой. Жизнь Ребекки рушится, она разочаровывается в любви. Ричард к тому же ещё и разбивает её фотопринадлежности. Ребекка пытается ему мстить, встречаясь с другими мужчинами у него на глазах. Девушке в этом помогают Мишель и Кэрри, её лучшие подруги. Из-за их советов Ребекке приходится встречаться со всякими чудаками.
Рядом с Ребеккой постоянно находится и постоянно ей помогает её друг Джон. Джон влюблён в Ребекку, однако никогда не говорил ей об этом. Сама Ребекка тоже никогда не думала о Джоне, как о своей второй половинке. Ей вообще кажется, что такая девушка как она не может ему понравиться. Джон продаёт одну из своих коллекционных гитар, чтобы купить Ребекке новые фотопринадлежности. В тот момент, когда он, наконец, доходит до того, чтобы поцеловать девушку, та отталкивает его. Они ссорятся, но в конечном итоге, Ребекка понимает, что Джон именно тот человек, который ей нужен.

## В ролях
- Дженни Маккарти — Ребекка Соммерс
- Эдди Кэй Томас — Джон
- Кармен Электра — Мишель Лопес
- Виктор Вебстер — Ричард
- Кэм Хескин — Кэрри Карсон
- Гильермо Диас — Том Гудини
- Дэвид О’Доннелл — Джейк
- Лохлин Манро — Кевин
- Sum 41 — играют себя

## Производство
Сценарий фильма написала модель журнала Playboy Дженни Маккарти. Она же сыграла главную роль. Режиссёром выступил её муж на тот момент Джон Мэллори Эшер.

## Приём
Фильм был запущен в 44 кинотеатрах. Уже после первой недели с 42 экранов он был снят. В общей сложности фильм собрал в прокате $36,099. Критики приняли фильм резко негативно. Критиковали за туалетный юмор и общее низкое качество постановки. На сайте Rotten Tomatoes его рейтинг «свежести» составляет 6 %. На сайте Metacritic у фильма 9 баллов из 100.
Кинокритик Роджер Эберт поставил фильму 0 звёзд. По его мнению фильм не просто плохой, он жалкий. В похожем духе вышла рецензия и в The New York Times. Более дружелюбной была рецензия в eFilmCritic, где оценили фильм на 3 звезды из 5. Была отмечена смелость Дженни Маккарти.
Фильм был номинирован на 6 наград антипремии «Золотая малина» и победил в 4 номинациях: «Худший фильм», «Худшая женская роль» (Дженни Маккарти), «Худший режиссёр» и «Худший сценарий».